# Allotjament web d'igual a igual
L'allotjament web d'igual a igual (o peer-to-peer) es un model de distribuir distribuir l'accés a pàgines web i fer servir xarxes P2P. Es diferencia del model client-servidor que implica la distribució de la informació web per mitjà de servidors web dedicats i emprar els ordinadors d'usuari com a punt final. L'allotjament web peer-to-peer podria prendre la forma de memòria en cau web P2P i d'una xarxa de lliurament de continguts com Dijjer i Coral Cache que permet als usuaris mantenir còpies d'informació d'una pàgina web i distribuir la memòria en cau amb altres usuaris per a agilitar l'accés durant un major tràfic.

## Comparació
| Nom        | Data de llançament | Anònim | Ràpid | Drets d'edició per fitxer | Drets de lectura per fitxer p2p | Compatibilitat fora de línia | Implementació FOSS | Notes                                                                                      |
| ---------- | ------------------ | ------ | ----- | ------------------------- | ------------------------------- | ---------------------------- | ------------------ | ------------------------------------------------------------------------------------------ |
| Freenet    | 2000               | Sí     | No    | No                        | No                              | Sí                           | Sí                 |                                                                                            |
| Osiris     | 2010               | Sí     | Sí    | No                        | No                              | Sí                           | No                 |                                                                                            |
| IPFS       | 2014               | No     | Sí    | No                        | No                              | Sí                           | Sí                 |                                                                                            |
| Maelstrom  | 2014               | No     | Sí    | ?                         | ?                               | ?                            | No                 | Projecte cancel·lat des de 2015                                                            |
| ZeroNet    | 2015               | Sí     | Sí    | Sí                        | No                              | Sí                           | Sí                 | DHT                                                                                        |
| Dat        | 2013               | No     | Sí    | ?                         | ?                               | Sí                           | Sí                 | Els llocs poden ser vists al Beaker Browser, o a Firefox usant un complement experimental. |
| Blockstack | 2015               | Sí     | Sí    | ?                         | ?                               | Sí                           | Sí                 | Usa la cadena en bloc Stacks v1.                                                           |